# یگین-آئول
یگین-آئول (به لاتین: Yegin-Aul) یک منطقهٔ مسکونی در روسیه است که در استان آستراخان واقع شده‌است.